# Севшьо
Сѐвшьо (на шведски: Sävsjö) е град в южна Швеция, лен Йоншьопинг. Главен административен център на едноименната община Севшьо. Намира се на около 300 km на югозапад от столицата Стокхолм и на 69 km на югоизток от Йоншьопинг. Основан е на 1 октомври 1864 г. Има жп гара. Населението на града е 5122 жители според данни от преброяването през 2010 г.